# Severní mořská cesta

Mapa s vyznačenou severní námořní cestou (modře)

Severní mořská cesta (rusky Северный морской путь, Severnyj morskoj puť), dříve také zvaná Severovýchodní průjezd (rusky Северо-Восточный проход, Severo-Vostočnyj prochod; nizozemsky Noordoostelijke Doorvaart; anglicky Northeast Passage), je označení námořní cesty podél celého severního a východního pobřeží Ruska. Obvykle se začíná podél severního pobřeží Norska přes město Murmansk a dále podél celého severního pobřeží Ruska k Beringovu průlivu a poté do Vladivostoku. Její nejsevernější částí je Vilkického průliv u Čeljuskinova mysu.
Stejně jako severozápadní průjezd byla do ní po celý novověk vkládána naděje jako kratší spojení Evropy s dálným Východem. Zkrácení cesty nakonec umožnilo otevření suezského průplavu (1869) a ani první proplutí této cesty A. Nordenskjöldem roku 1879 nemělo na dopravu zásadní vliv, významnější bylo vybudování železniční transsibiřské magistrály (dokončena 1916). V období Sovětského svazu došlo k rozvoji dopravního využití trasy udržované díky síti pozemních stanic a ledoborců.
Je to nejrychleji rostoucí světový mořský koridor. Objem nákladní dopravy v letech 2016–2021 vzrostl šestkrát. Rusko buduje novou flotilu ledoborců a kontejnerových lodí pro další rozvoj této mořské cesty.

## Historie

### Raný novověk
Ve středověku se v Evropě rozrůstaly obchodní styky s dálným východem, hlavně s Čínou. Námořní cesty byly nejvýhodnější, protože lodě dokázaly dopravit mnohonásobně více zboží než obchodní karavany cestující po souši. Nejvýhodnější cesta kolem Afriky byla obsazena Portugalci, a tak se ostatní mocnosti snažily najít jiné cesty do Číny. Někteří mořeplavci pluli kolem světa, kolem Ameriky a přes Tichý oceán. V západní Evropě se tehdy objevily první plány zjistit, zda neexistuje kratší a snazší cesta do Číny a Indie přes záhadná studená moře na severu, kde se zatím plavili jen ruští lovci. V té době na Rusi existoval již smělý plán na využití severní mořské cesty. Tento plán jako první západnímu světu představil ruský diplomat Dimitrij Gerasimov, který byl vyslán jako vyslanec moskevského velkoknížete do Říma. Zde se sešel v roce 1525 se spisovatelem Pavlem Joviem a při vyprávění o své vlasti mu představil úvahy o plavbě podél pevniny až do Číny. V moskevské říši zůstalo jen u myšlenek, i když moskevský velkokníže Ivan IV. Hrozný vypsal velkou odměnu pro mořeplavce, který by doplul severními moři na východ.
Když se v západní Evropě roznesla zpráva o ruské myšlence severní cesty, pospíšili si Angličané s vypravením expedice, která by našla cestu do Číny podél severního pobřeží Sibiře. Prvním, kdo se pokusil proplout severovýchodní cestou, byl anglický mořeplavec Hugh Willoughby v roce 1533. Doplul k pobřeží Kolského poloostrova, ale tam jeho lodi ztroskotaly a on sám zahynul. O proplutí na východ se pokoušeli od 16. století další mořeplavci. Mezi nejvýznamnějšími byl Sebastiano Caboto, Willem Barents, Henry Hudson, Pjotr Alexandrovič Čirikov a Julius von Payer. 
Kolem roku 1620 se podařilo neznámé ruské lodi proplout Karským mořem, obeplout mys Čeljuskina (tedy nejnáročnější část cesty) a dostat se minimálně 100 km jihovýchodně od Čeljuskinova mysu. Důkazy o této plavbě byly nalezeny v roce 1941, kdy hydrografové z lodi Nord našli trosky lodi, muškety, měděné kotle, ruské mince, nože s ruskými nápisy, trosky chatrče a další.
Proplutí celou severní mořskou cestou se nakonec podařilo až v 19. století švédskému polárnímu badateli Adolfu Nordenskjöldovi, který 18. července 1879 proplul Beringovým průlivem a doplul do Tichého oceánu.

### 20. století
Na začátku rusko-japonské války mladý, neznámý ruský student na Sorbonně, Vladimir Alexandrovič Rusanov, navrhl ruské vládě neposílat eskadru válečných lodí kolem Evropy, Afriky, Asie do Tichomoří, ale poslat je Severní mořskou cestou. Délku plavby odhadoval v letním období na 15–20 dnů. Naivní studie plná chyb byla ministerstvem odmítnuta.
V roce 1932 se ledobornému parníku Sibirjakov podařilo poprvé v historii proplout celou trasu z Archangelsku až po Beringovu úžinu během jedné plavební sezóny, tedy za jedno arktické léto. Tato plavba se podařila, přestože se parníku Sibirjakov při nárazu na led ulomil lodní šroub i s hřídelí a musel se dostat na volnou hladinu pod improvizovanými plachtami, které byly sešity z prostěradel a celt. Plavba Sibirjakova, který první proplul severní mořskou cestou, byla v roce 1933 opakována sovětskou výpravou na parníku Čeljuskin, který také proplul z Murmanska do Beringova průlivu za jedinou plavbu. U samého vchodu do Tichého oceánu zanesl silný ledový drift Čeljuskina zpět do Čukotského moře, kde byl 13. února 1934 parník rozdrcen tlakem ledových ker. Ve stejném roce 1934 zdolala ještě jedna loď ledy severní námořní cesty, byl to speciální parník na tříštění ledu Litke, který rovněž proplul trať Sibirjakova a Čeljuskina, ale v obráceném směru, z Vladivostoku do Archangelsku.
V roce 1935 se arktické plavby zúčastnilo už více než sto sovětských lodí, které přepravily 204 tis. tun nákladu. V roce 1936 se severní cestou plavilo už sto šedesát lodí a množství přepravovaného nákladu dosáhlo téměř 280 tis. tun. Průběžná plavba (tj. bez přezimování) se stala všední věcí. Karavany dopravních lodí vozily do arktických přístavů stavební materiál, potraviny, látky, obuv, nářadí, loveckou a rybářskou výstroj, předměty kulturní potřeby. Na zpáteční cestě nakládaly lodi dříví, kožešiny, užitkové nerosty, ryby a jiné zboží z arktické oblasti.
Rok 1937 je označován sovětskými historiky Arktidy jako rok nezdaru. Celkem 26 lodí uvízlo při plavbě Severní mořskou cestou a muselo tam přezimovat. Nákladní parník Rabočij rozmačkaly ledové kry a potopil se. V ledu uvízl i ledoborný parník Georgij Sedov, který zůstal zamrzlý po 812 dnů. Rok 1938 byl rokem záchrany námořníků, kdy letecky muselo být zachráněno více než 400 členů posádek a cestujících ze zamrzlých lodí.
V dobách studené války a komunismu v Sovětském svazu byl v letní sezóně na této námořní cestě hustý provoz, hlavní myšlenkou bylo propojit ústí velkých sibiřských řek navzájem a se zbytkem země, vozily se především suroviny ze sibiřských nalezišť. Dnes je zhruba polovinu roku severní část trasy kvůli arktickému ledu neprůjezdná, v létě vyžaduje údržbu průjezdnosti pomocí ledoborců, což se po pádu komunismu ukázalo být neekonomické.

## Současnost
Severní mořská cesta má několik výhod: typická délka plavby na trase Londýn–Jokohama je výrazně kratší, což přináší úspory na čase plavby a tím na palivu, na platech posádek atd. Dále odpadají časové prostoje před Suezským průplavem (čekání na vjezd). Odpadají také vysoké poplatky za průjezd Suezským kanálem, ale platí se za doprovod ledoborců, což se může finančně vyrovnat.[chybí lepší zdroj]
Na konci 80. let se přepravovalo Severní mořskou cestou 6-8 milionů tun zboží ročně. Po rozpadu SSSR přišel kolaps a severní cesta se téměř nevyužívala. Až před rokem 2010 množství přepravovaného zboží začalo zase narůstat. V roce 2010 bylo přepraveno 110 000 tun zboží na 4 lodích, v roce 2011 to bylo již 820 000 tun na 34 lodích. V roce 2015 přišel ale velký propad, kdy severní mořskou cestou proplulo jen osm lodí, které převezly 40 tisíc tun nákladu.
V lednu 2018 proplul severní mořskou cestou tanker na zkapalněný plyn Eduard Toll. Psalo se o tom jako o milníku arktické plavby. Loď se obešla bez asistence ledoborců. Tento tanker má ale speciálně zesílený trup a sám v podstatě funguje jako ledoborec. Eduard Toll svým trupem musel prorážet mořský led silný i 1,6 metru. V srpnu 2018 proplula severní mořskou cestou kontejnerová loď Venta dopravní společnosti Maersk. Cesta proběhla bez problémů, ale ve Východosibiřském moři se Venta neobešla bez asistence ledoborců. Společnost Maersk následně vydala tiskovou zprávu, podle které šlo jen o testovací plavbu a že v současnosti nevidí severní mořskou trasu jako smysluplnou alternativu k dosavadním komerčním trasám.
Zajímavý je počet čínských lodí na severní mořské trase, od roku 2018 jsou čínské lodě na trase nejpočetnější hned po ruských, což svědčí o zvýšeném zájmu Číny o tuto trasu v souvislosti s nejistotou ohledně strategických bodů na jižní trase – Malackého průlivu a Suezu – které jsou spíše pod vlivem USA.
Námořní doprava po ruské Arktidě za poslední roky vzrostla, v roce 2020 překročila 32 milionů tun zboží. Toto číslo se má zvýšit na 80 milionů tun v roce 2024 a na 130 milionů tun do roku 2035. I tato rostoucí čísla jsou ale pořád málo ve srovnání s nejvytíženější vodní cestou na planetě – Suezským kanálem – v roce 2017 zde prošlo 900 milionů tun zboží. Pro Rusko je také důležité zvyšovat podíl přepravovaného zahraničního zboží. V roce 2020 bylo sice přepraveno více než 32 milionů tun, ale jen 2 milionu tun bylo neruské zboží. V roce 2024 by toto přepravované neruské zboží mělo být zvýšeno na 8 milionů tun zboží.
4. ledna 2021 oznámila ruská vláda plán na modernizaci 123 meteorologických stanic v Arktidě. Místopředseda ruské vlády Jurij Trutněv uvedl, že situace meteorologických stanic v Arktidě se zhoršila a pro bezpečnější lodní dopravu po Severní mořské cestě je potřeba se vrátit na úroveň 50. let 20. století. Hlavní prioritou modernizace bude východní arktické pobřeží. Modernizace má být dokončena do konce roku 2024.
V únoru 2021 těžkotonážní nákladní loď - LNG tanker Christophe de Margerie poprvé proplul v zimním období Severní mořskou cestu. Vyplul 5. ledna 2021 ze Sabetty, 27. ledna doplul do čínského Ťiang-su, vyložil náklad a 19. února 2021 byl zpět v ruské Sabettě. Je to považováno za velký úspěch dalšího rozvoje zimní plavby.
Na podzim 2021 se ledové kry objevily na severní mořské trase nejrychleji za posledních sedm let. Od začátku listopadu byly některé části trasy zcela neprůjezdné bez doprovodu ledoborců. Na trase zamrzlo několik ruských i zahraničních lodí, které musely být zachraňovány ledoborci. Kapacita volných ledoborců se ukázala jako nedostatečná. Některým i zahraničním lodím byl odepřen doprovod ledoborcem, protože žádný volný nebyl. Lodě se tak musely vracet zpátky do výchozího přístavu. Jedním z důvodů podzimního kolapsu je zcela chybná předpověď počasí na trase od Rosgidrometu (Росгидромет; Федеральная служба по гидрометеорологии и мониторингу окружающей среды). Tento kolaps Severní mořské cesty byl pojmenován Pevecká krize a je srovnáván s rokem 1937.
V roce 2021 se zvyšoval podíl nákladní dopravy po Severní mořské cestě, aktivně se na plavbě podíleli také neruské přepravní společnosti, z nichž největší byly norská společnost Golden Ocean Management (18 plaveb), čínská společnost COSCO Shipping (14 plaveb), německá lodní společnost United Heavy Lift (14 plaveb), německá společnost Oldendorff Carriers (8 plaveb) a nizozemská společnost Wagenborg Shippng (6 plaveb). Mezinárodní tranzitní přepravu po Severní mořské cestě v roce 2021 charakterizovala převaha surovin (železné rudy, dřevo a uhlí) východním směrem. Běžné náklady, včetně kontejnerových, se přepravovaly především západním směrem. Největší podíl na nákladní dopravě měly exportní zásilky zkapalněného zemního plynu (projet YAMAL LNG, PJSC Novatek) a ropy (Novyj Port, Gazprom Neft PJSC).
V roce 2022 bylo přepraveno po Severní mořské cestě 34,034 milionu tun nákladu, což je o více než 2 miliony tun více, než byl cíl federálního projektu Rozvoj severní mořské cesty. Hlavní podíl nákladní dopravy tvořila přeprava ropy a plynu.
V roce 2023 se zvýšil počet přístavů pro obsluhu lodí podél Severní mořské cesty na jedenáct, v roce 2013 to byly jen čtyři přístavy. Nová infrastruktura umožnila přepravit 31,4 mil. tun nákladu. Arktická flotila obsluhující Severní mořskou cestu zahrnovala 30 plavidel a dalších 33 lodí je ve výstavbě. V roce 2023 došlo k výrazné změně určení nákladu přepravovaného po Severní mořské cestě, protože 95 % nákladu tvořily dodávky mezi Čínou a Ruskem. Zbývající obrat připadal na Jižní Koreu a domácí ruský trh.
V roce 2024 se severní cestou přepravilo 38 mil. tun nákladu.

## Budoucnost
Rusko plánuje v letech 2022-2025 provést průzkum dna o celkové délce 430 tisíc km pro bezpečnější plavbu.
Do roku 2026 budou v přístavech Pevek a Sabetta vytvořeny záchranné stanice, v přístavech Dikson a Tiksi budou vybudována speciální záchranná letiště. Na rozvoj záchranných systémů a pomoc lodím po celé délce vodní trasy vyčlenila ruská vláda 37 miliard rublů.
V roce 2021 bylo oznámeno, že v letech 2023-2024 by měla započít celoroční kontejnerová přeprava, která bude podpořena rozvojem dopravního uzlu v Murmansku. Na počátku roku 2022 bylo oznámeno odložení spouštění celoroční kontejnerové přepravy na rok 2025.

## Polární hedvábná stezka
V roce 2018 Čína zveřejnila svou strategii pro oblast Arktidy. Jejím cílem je rozšířit obchodní trasy v arktické oblasti a zvýšit tam svůj vliv. Plán cesty ze Šanghaje do Rotterdarmu přes Severní mořskou cestu pojmenovala Polární hedvábná stezka.
Rusko pro začlenění Severní mořské cesty do čínského projektu nic nenamítá. Čínské společnosti získávají zakázky na modernizaci přístavu v Archangelsku, na stavbu železnice Bílé moře - Komi - Ural. Čína bere rozvoj Severní mořské cesty jako ideální pro zvýšení nákladních obratů přístavů na severovýchodě Číny. 
V roce 2020 uskutečnila čínská lodní společnost COSCO Shipping jedenáct plaveb přes Severní mořskou cestu. V roce 2022 se čínská plavidla stáhla ze Severní mořské cesty, společnost COSCO Shipping nepožádala ani o jedno povolení pro plavbu Severní mořskou cestou.